# طوابع بريدية للمستعمرات الفرنسية
" المستعمرات الفرنسية" هو الاسم الذي يستخدمه هواة جمع الطوابع للإشارة إلى الطوابع البريدية التي أصدرتها فرنسا لاستخدامها في أجزاء الإمبراطورية الاستعمارية الفرنسية التي لم يكن بها طوابع خاصة بها. كانت هذه الأسلحة قيد الاستخدام من عام 1859 إلى عام 1906 ومن عام 1943 إلى عام 1945.

## الطوابع الأولى

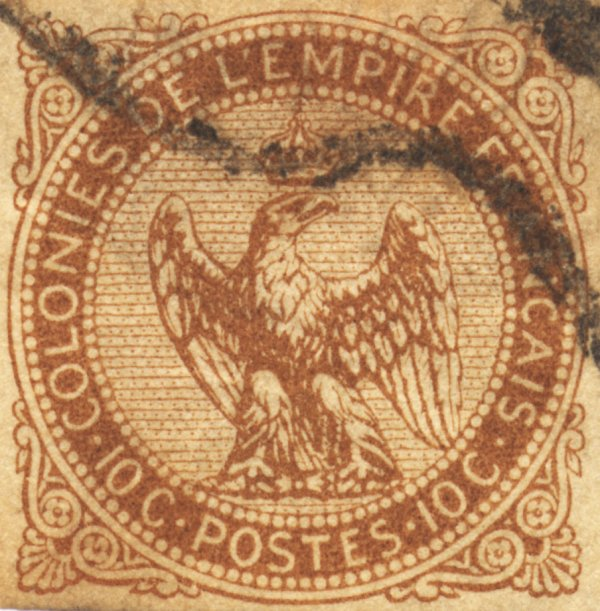
طابع المستعمرات الفرنسية 1859

كانت أولى هذه الطوابع عبارة عن طوابع صغيرة مربعة الشكل صدرت في عام 1859 وتصور نسرًا وتاجًا في إطار دائري مع نقش "مستعمرات الإمبراطورية الفرنسية". كانت غير مثقوبة (كما كانت الحال مع جميع طوابع المستعمرات حتى عام 1881). ظهرت ستة قيم إجمالية تتراوح من 1 سنت إلى 80 سنتًا بين عامي 1859 و1865.

## سيريس

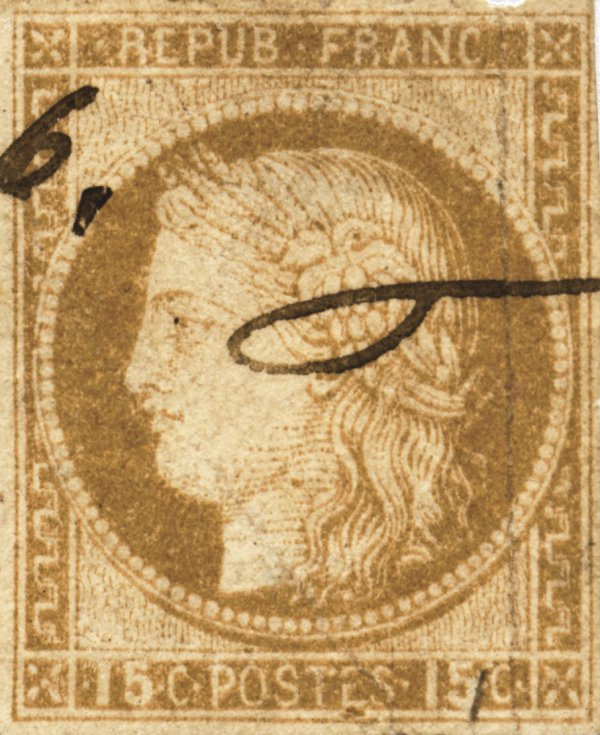
سلسلة سيريس 1871

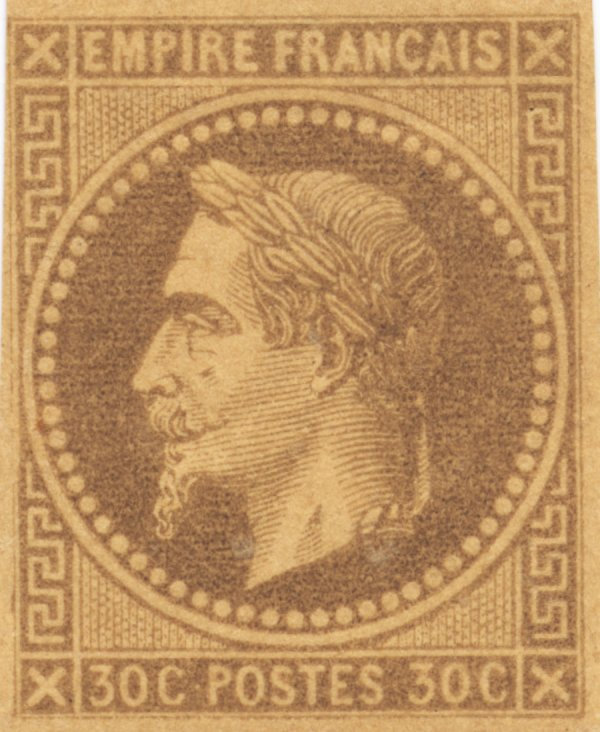
سلسلة نابليون الثالث 1871

ظهرت السلسلة التالية في عامي 1871 و1872 واستعارت التصاميم المعاصرة لفرنسا مع صور شخصية لسيريس والإمبراطور نابليون الثالث. في حين أنه من الممكن تمييز بعض القيم التسع عن الطوابع الفرنسية من خلال اللون أو القيمة إلا أن البعض الآخر يصعب للغاية تحديده.
تعاني العديد من سلسلة إضافية من رؤوس سيريس الصادرة بين عامي 1872 و1877 من مشكلة مماثلة ولا يمكن تمييزها إلا من خلال كونها غير مثقوبة كما كانت الحال مع جزء المستعمرات من إصدار السلام والتجارة (نوع سيج) من عام 1877 إلى عام 1880.

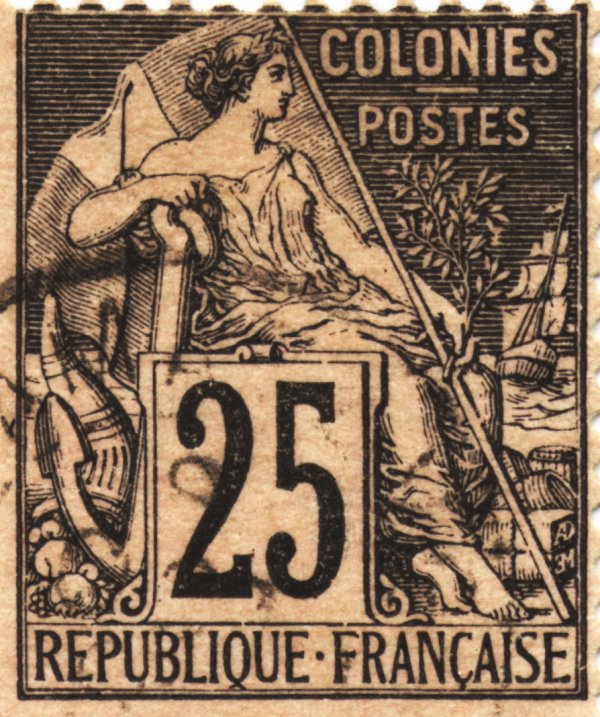
سلسلة التجارة 1886

## سلسلة التجارة
في عام 1881 صدرت سلسلة جديدة تحتوي على كلمة "تجارة" فقط مع نقش "المستعمرات" مثقبة بقياس 14×13.5. وكانت القيم الـ13 التي تتراوح من 1 سنت إلى 1 فرنك بألوان مماثلة لتلك المستخدمة في فرنسا. في عام 1886 أعيد إصدار طابع بريدي بقيمة 25 سنتًا، كان مطبوعًا سابقًا باللون الأصفر باللون الأسود على ورق وردي اللون. كانت المستعمرات تطبع بشكل متكرر على أسهم إصدار التجارة خلال ثمانينيات وتسعينيات القرن التاسع عشر.

## سلسلة الملاحة والتجارة
بدأت فرنسا في إصدار طوابع بريدية تحمل اسم المنطقة في عام 1892 كجزء من إصدار الملاحة والتجارة.
أصدرت سلسلة من طوابع البريد المشتركة بداية من عام 1884 وظهر آخر طوابعها في عام 1906. وبعد ذلك أصبحت كل مستعمرة تستخدم طوابعها الخاصة فقط.

## الحرب العالمية الثانية
قاموا بإحياء هذا المفهوم من قبل القوات الفرنسية الحرة خلال الحرب العالمية الثانية حيث قامت بطباعة ثمانية أنواع من الطوابع شبه البريدية في عامي 1943 و1944. وبعد وصول القوات الفرنسية الحرة إلى كورسيكا وجنوب فرنسا بدأت الطوابع تستخدم في تلك المناطق وأصبحت صالحة في جميع أنحاء فرنسا في نوفمبر/تشرين الثاني 1944.
وأخيرا في عام 1945 أصدرت طبعة عامة من الطوابع البريدية المستحقة للمستعمرات.

## القرطاسية البريدية
كما أنتج العديد من العناصر البريدية بالإضافة إلى الطوابع البريدية لإصدارها بوجه عام للمستعمرات الفرنسية. أصدرت ما مجموعه ثلاث بطاقات بريدية في عام 1876 تلاها بطاقتان مختلفتان في عام 1880 وبطاقتان في عام 1885. أصدرت بطاقة بريدية واحدة للرد في عام 1885. أصدرت ست بطاقات بريدية مختلفة في عام 1885 واثنتين في عام 1890. أنتج وإصدار ظرفين من القرطاسية البريدية في عام 1889. خمس قيم مختلفة من أغلفة الصحف التي وفيرت للمستعمرات في عام 1889.

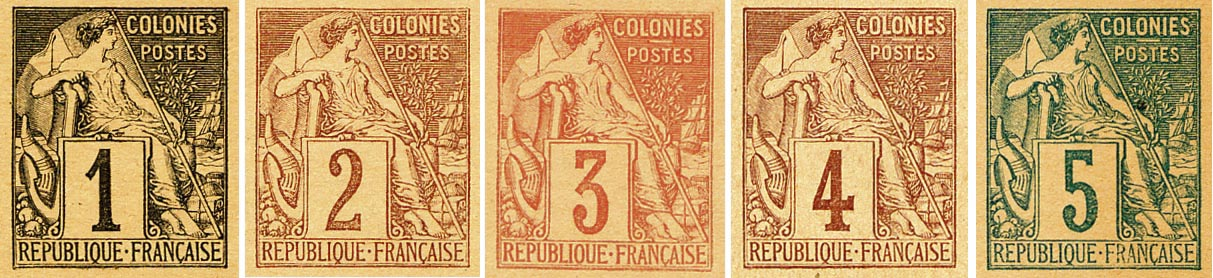
French Colonies imprints from newspaper wrappers (1889)

## الروابط خارجية
- https://mystampworld.com/مكاتب-فرنسية-هندية-صينية

قالب:PostalhistoryEurope